# カステルヴェッカーナ
カステルヴェッカーナ（伊: Castelveccana）は、イタリア共和国ロンバルディア州ヴァレーゼ県にある、人口約1,900人の基礎自治体（コムーネ）。

## 地理

### 位置・広がり

#### 隣接コムーネ
隣接するコムーネは以下の通り。括弧内のVBはヴェルバーノ・クジオ・オッソラ県所属を示す。
- ブレンタ
- カザルツイーニョ
- チッティーリオ
- ギッファ (VB)
- ラヴェーノ＝モンベッロ
- オッジェッビオ (VB)
- ポルト・ヴァルトラヴァーリア

### 地震分類
イタリアの地震リスク階級 (it) では、4 に分類される
。

## 行政

### 分離集落
カステルヴェッカーナには、以下の分離集落（フラツィオーネ）がある。
- Bissaga, Caldé, Castello, Nasca, Orile, Pessina, Pira, Rasate, Ronchiano, Saltirana, San Pietro, Sarigo